# 峰竜太の金曜まがじん5時ら
『峰竜太の金曜まがじん5時ら』（みねりゅうたのきんようまがじんごじら）は、テレビ朝日（関東ローカル）にて1996年10月から1997年3月まで、毎週金曜17:00〜17:30(JST)に放送された、同局広報局制作の番組である。同局の番組宣伝を趣旨とした番組であったとされる。
1995年2月から1年7ヵ月、毎週金曜日午前10:00〜10:30に放送されていた『峰竜太の元気一番!』を改題・リニューアルした番組で、司会は引き続き峰竜太（タレント・俳優）が務めた。その他、当時のテレビ朝日新人アナウンサー（川島淳、古澤琢）もレギュラー出演者であった。

## 概要
元々1996年9月まで、この番組が放送された枠はガンダムシリーズ（当時は『機動新世紀ガンダムX』）の枠であったが、それが諸事情により関東地区のみ早朝枠へ移動し、この番組が始まった。もっとも、半年後にこの枠で2時間枠の報道番組『スーパーJチャンネル』がスタートすることになったため、それまでのつなぎ番組としての趣がある。
なお、この番組は完全に関東ローカルとしての放送であったため、系列地方局に対しては1996年9月以前と同様に『機動新世紀ガンダムX』が裏送り配信されていた（よってそれらの地方局において、『ガンダムX』はテレビ朝日より1日早い放送となっていた）。
なお、本番組を最後に『ファンTV』（1988年）より続いたテレビ朝日広報局制作による金曜日の箱番組が撤退となった。

## その他
1996年12月13日の放送は、前週12月6日に長野県小谷村で発生した土石流災害の影響により、6日の本番組終了後17:30から放送予定だった特撮番組『激走戦隊カーレンジャー』第41話（全国ネット）がANN報道特別番組差し替えで休止となったため、『カーレンジャー』を第41話（17:05-）と当日放送の42話を2本続けて放送する関係上、本番組は9:55-10:25へ繰り上げ移動し、タイトルから『5時ら』を削除して『峰竜太の金曜まがじん』のタイトルで放送された。

## テレビ朝日広報部の製作番組（年度別）
金曜日時代
- 1988年 ファンTV
- 1989年 週刊てれびタイム（司会：宮川泰）
- 1990年 てれびZOO（司会：保坂正紀※）
- 1991年 芸能ワイド情報ギュッ→芸能情報W（司会：保坂正紀※）
- 1992年 番組対抗Qイズ謎語（司会：保坂正紀※、鈴木淑子）
- 1993年 気分はOn（司会：生島ヒロシ、篠田潤子※→大下容子※）
- 1994年 金曜日のバラ（司会：生島ヒロシ、大下容子※）
- 1994年 TVぶらんち（司会：角澤照治※→峰竜太、大下容子※）
- 1995年 峰竜太の元気一番!（峰が司会。本項番組の前身にあたる）
- 1996年 峰竜太の金曜まがじん5時ら（本項で詳述）

※はテレビ朝日アナウンサー（いずれも当時。角澤、大下は2016年現在も現職）
金曜撤退後
- 1998年 特捜TV!ガブリンチョ（出演：田代まさし、安西ひろこほか、不定期→土曜）
- 2001年 テレビ王（出演：中島知子、加藤明日美ほか）（2001年4月7日から2002年9月28日まで、土曜16:00 - 16:55）
- 2003年 てんこもり（出演：勝俣州和、ほか）（不定期、土曜15:30 - 16:30）
- 2006年 ぷれミーヤ!（「てんこもり」を毎週放送に昇格・リニューアル、土曜15:30 - 16:30）

5分番宣
- 1977年 - 1990年代 「我が家の友だち」「ミニミニ情報席」「ミニミニ招待席」「TVおもしろカタログ」「TVホットすぽっと」など
- 1993年 - 1995年 「TVぱびりOn（→TVぱびりおん）」